# Велика награда Италије 2021.
Велика награда Италије 2021. (званично позната као итал. Formula 1 Heineken Gran Premio d'Italia 2021) је била трка Формуле 1 одржана 12. септембра 2021. у Монци. Била је то 14. трка светског шампионата Формуле 1 2021. и друга велика награда у Италији, након Велике награде Емилије Ромање 18. априла.

## Позадина
Догађај, одржан током викенда 10-12. септембра у Монци, била је четрнаеста рунда светског шампионата 2021. Трка је одржана недељу дана после ВН Холандије и претходила је Великој награди Русије. Била је то домаћа трка за Антонија Ђовинација, Ферарија и Алфа Таурија. Пјер Гасли је претходни победник трке, која је одржана 2020.

### Шампионати пре трке
После победе Макса Верстапена на Великој награди Холандије, преузео је вођство у шампионату возача са 224,5 поена. Испред Луиса Хамилтона са три поена разлике. Валтери Ботас је на трећем месту на претходној трци прескочио Ланда Нориса, остављајући се иза свог сувозача за 98,5 поена. Норис је био четврти, са 114 поена, док је Серхио Перез био пети са осам бодова заостатка за Норисом.
Мерцедес је задржао вођство у конструкторском шампионату, испред Ред була са 12 разлике. После дуплих поена, Ферари је скочио испред Макларена на трећем месту, са предношћу од 11,5 бодова. Алпин је остао пети са 80 бодова.

### Учесници
Возачи и тимови су били исти као на листи за пријаву сезоне, са јединим изузетком Кимија Рејкенена, кога је заменио Роберт Кубица, као и на претходној трци, када је Рејкенен био позитиван на корона вирус.

### Избор гума
Једини добављач гума Пирели доделио је Ц2, Ц3 и Ц4 смеше гума које ће се користити у трци.

### Викенд формат
Догађај је био други, од три, који је имплементирао формат пробног викенда. Прва трка која је користила овај формат догодила се током Велике награде Британије. Промена формата значи да су слободни тренинг 1 и квалификације одржани у петак. Слободни тренинг 2 и квалификације за спринт одржане су у суботу, док је трка једини догађај у недељу.
Квалификације за спринт су трка на 100 км која би одлучила о стартном редоследу трке у недељу, за овај догађај ово је еквивалентно 18 кругова. Редослед позиција за спринт квалификације је одлучен кроз нормалне К1, К2, К3 квалификационе сесије. Коначни резултат спринт квалификационе трке била би предослед за трку. Победник квалификација за спринт био би први. Поред тога, квалификације за спринт додељују поене за три најбоља уврштена: 3 за 1., 2 за 2. и 1 за 3. место. Максимално временско ограничење је 60 минута, а нормална ограничења протока горива и даље важе. Тројица најбољих у квалификацијама за спринт такође ће добити и посебне венце за своју вожњу.

## Тренинг
Тренинг 1 је одржан у 14:30 часова 10. септембра. Први тренинг је завршен без већих инцидената. Луис Хамилтон је постигао најбрже време, уз Макса Верстапена на другом и Валтери Ботасом на трећем месту.
Слободни тренинг 2 је одржан у 12:00 часова 11. септембра. Први тренинг је завршен једним прекидом. Црвена застава је подигнута када се Карлос Саинз сударио у Аскарију. Он је преко радија рекао да га је "болело", али је очишћен током провера из предострожности. Други Ферари од Шарла Леклера морао је да прекине своју сесију раније јер се није осећао добро. Његову ситуацију је пратило медицинско особље и на крају је добио дозволу да учествује у спринту. Сесија је завршена са Хамилтоном на првом месту, Ботасом на другом и Верстапеном на трећем.

## Квалификације
Квалификације су одржане у 18:00 часова 10. септембра. Сва три дела квалификација завршена су без већих инцидената. На крају првог дела квалификација најбржи је био Луис Хамилтон, други је био Валтери Ботас, а трећи Ландо Норис. У другом делу квалификација Хамилтон, Ботас и Норис су били први, други и трећи. У финалном делу квалификација Ботас је прошао најбрже, са Хамилтоном на другом месту и Максом Верстапеном на трећем.

### Квалификациона класификација
| Поз.   | Бр. | Возач            | Конструктор  | Квалификациона времена | Квалификациона времена | Квалификациона времена | СК позиција |
| Поз.   | Бр. | Возач            | Конструктор  | К1                     | К2                     | К3                     | СК позиција |
| ------ | --- | ---------------- | ------------ | ---------------------- | ---------------------- | ---------------------- | ----------- |
| 1      | 77  | Валтери Ботас    | Мерцедес     | 1:20,685               | 1:20,032               | 1:19,555               | 1           |
| 2      | 44  | Луис Хамилтон    | Мерцедес     | 1:20,543               | 1:19,936               | 1:19,651               | 2           |
| 3      | 33  | Макс Верстапен   | Ред бул      | 1:21,035               | 1:20,229               | 1:19,966               | 3           |
| 4      | 4   | Ландо Норис      | Макларен     | 1:20,916               | 1:20,059               | 1:19,989               | 4           |
| 5      | 3   | Данијел Рикардо  | Макларен     | 1:21,292               | 1:20,435               | 1:19,995               | 5           |
| 6      | 10  | Пјер Гасли       | Алфа Таури   | 1:21,440               | 1:20,556               | 1:20,260               | 6           |
| 7      | 55  | Карлос Саинз     | Ферари       | 1:21,118               | 1:20,750               | 1:20,462               | 7           |
| 8      | 16  | Шарл Леклер      | Ферари       | 1:21,219               | 1:20,767               | 1:20,510               | 8           |
| 9      | 11  | Серхио Перез     | Ред бул      | 1:21,308               | 1:20,882               | 1:20,611               | 9           |
| 10     | 99  | Антонио Ђовинаци | Алфа Ромео   | 1:21,197               | 1:20,726               | 1:20,808               | 10          |
| 11     | 5   | Себастијан Фетел | Астон Мартин | 1:21,394               | 1:20,913               | Н/Д                    | 11          |
| 12     | 18  | Ланс Строл       | Астон Мартин | 1:21,415               | 1:21,020               | Н/Д                    | 12          |
| 13     | 14  | Фернандо Алонсо  | Алпин        | 1:21,487               | 1:21,069               | Н/Д                    | 13          |
| 14     | 31  | Естебан Окон     | Алпин        | 1:21,500               | 1:21,103               | Н/Д                    | 14          |
| 15     | 63  | Џорџ Расел       | Вилијамс     | 1:21,890               | 1:21,392               | Н/Д                    | 15          |
| 16     | 6   | Николас Латифи   | Вилијамс     | 1:21,925               | Н/Д                    | Н/Д                    | 16          |
| 17     | 22  | Јуки Цунода      | Алфа Таури   | 1:21,973               | Н/Д                    | Н/Д                    | 17          |
| 18     | 47  | Мик Шумахер      | Хас          | 1:22,248               | Н/Д                    | Н/Д                    | 18          |
| 19     | 88  | Роберт Кубица    | Алфа Ромео   | 1:22,530               | Н/Д                    | Н/Д                    | 19          |
| 20     | 9   | Никита Мазепин   | Хас          | 1:22,716               | Н/Д                    | Н/Д                    | 20          |
| Извор: |     |                  |              |                        |                        |                        |             |

## Спринт квалификације
Квалификације за спринт одржане су 11. септембра у 16:30. Валтери Ботас је био први од старта и водио све кругове трке. Луис Хамилтон је изгубио четири места у другој кривини. Успео је да надокнади једно место, због Пјера Гаслија који је излетео у Курва гранде. Гаслијев судар је изазван контактом са Данијелом Рикардом. Оштећење је значило да је Гаслијево предње крило отпало и потом отишло испод његовог аутомобила, одбивши га кроз шљунак и у зид. Судије су то сматрали тркачким инцидентом и нису даље реаговали. Безбедносни аутомобил је изашао због ове несреће. Јуки Цунода и Роберт Кубица су такође имали контакт у 1. кругу, што је резултирало тиме да је Цунода изгубио предње крило, а Кубица се окренуо у шљунак. Оба возача су успела да наставе даље.
После 1. круга, позиције првих 8 возача се нису промениле. Сесија је завршена тако што су Валтери Ботас, Макс Верстапен и Данијел Рикардо завршили на прве три позиције. Међутим, док је Ботас завршио први у квалификацијама за спринт, Верстапен је заузео пол позицију за трку, јер је Ботас имао казну за прекорачење квоте компоненти мотора, што га је послало на 19. место. Рикардо и његов сувозач из Макларена, Ландо Норис, напредовали су на друго и треће место за главну трку.
После квалификација за спринт, Серхио Перез је критиковао формат, рекавши да је спринт у Монци био „веома досадан“ и да није ништа додао. Генерални директор Формуле 1 Рос Брон је то бранио, рекавши да је било "доста акције". Фернандо Алонсо се залагао за квалификације у једном кругу (квалификациони систем у Формули 1 који се раније користио од почетка сезоне 2003. до краја сезоне 2005) као метод постављања позиција за спринт квалификације.

### Спринт квалификација класификација
| Поз.                                                       | Бр. | Возач            | Конструктор  | Кругова | Време/Разлика | Место | Поени | Коначна позиција |
| ---------------------------------------------------------- | --- | ---------------- | ------------ | ------- | ------------- | ----- | ----- | ---------------- |
| 1                                                          | 77  | Валтери Ботас    | Мерцедес     | 18      | 27:54,078     | 1     | 3     | 191              |
| 2                                                          | 33  | Макс Верстапен   | Ред бул      | 18      | +2,325        | 3     | 2     | 1                |
| 3                                                          | 3   | Данијел Рикардо  | Макларен     | 18      | +14,534       | 5     | 1     | 2                |
| 4                                                          | 4   | Ландо Норис      | Макларен     | 18      | +18,835       | 4     |       | 3                |
| 5                                                          | 44  | Луис Хамилтон    | Мерцедес     | 18      | +20,011       | 2     |       | 4                |
| 6                                                          | 16  | Шарл Леклер      | Ферари       | 18      | +23,442       | 8     |       | 5                |
| 7                                                          | 55  | Карлос Саинз     | Ферари       | 18      | +27,952       | 7     |       | 6                |
| 8                                                          | 99  | Антонио Ђовинаци | Алфа Ромео   | 18      | +31,089       | 10    |       | 7                |
| 9                                                          | 11  | Серхио Перез     | Ред бул      | 18      | +31,680       | 9     |       | 8                |
| 10                                                         | 18  | Ланс Строл       | Астон Мартин | 18      | +38,671       | 12    |       | 9                |
| 11                                                         | 14  | Фернандо Алонсо  | Алпин        | 18      | +39,795       | 13    |       | 10               |
| 12                                                         | 5   | Себастијан Фетел | Астон Мартин | 18      | +41,177       | 11    |       | 11               |
| 13                                                         | 31  | Естебан Окон     | Алпин        | 18      | +43,373       | 14    |       | 12               |
| 14                                                         | 6   | Николас Латифи   | Вилијамс     | 18      | +45,977       | 16    |       | 13               |
| 15                                                         | 63  | Џорџ Расел       | Вилијамс     | 18      | +46,821       | 15    |       | 14               |
| 16                                                         | 22  | Јуки Цунода      | Алфа Таури   | 18      | +49,977       | 17    |       | 15               |
| 17                                                         | 9   | Никита Мазепин   | Хас          | 18      | +1:02,599     | 20    |       | 16               |
| 18                                                         | 88  | Роберт Кубица    | Алфа Ромео   | 18      | +1:05,096     | 19    |       | 17               |
| 19                                                         | 47  | Мик Шумахер      | Хас          | 18      | +1:06,154     | 18    |       | 18               |
| Оду                                                        | 10  | Пјер Гасли       | Алфа Таури   | 0       | Инцидент      | 6     |       | ПЛ2              |
| Најбржи круг: Макс Верстапен (Ред бул) – 1:23,502 (круг 9) |     |                  |              |         |               |       |       |                  |
| Извор:                                                     |     |                  |              |         |               |       |       |                  |

Напомене
- ^1  – Валтери Ботас је морао да почне трку са задње стране позиције због прекорачења своје квоте елемената агрегата.[26]
- ^2  – Пјер Гасли је добио казну од пет места на гриду за непланирану промену мењача. Од њега се такође захтевало да почне трку из задњег реда због прекорачења своје квоте елемената агрегата. Затим је морао да почне трку из пит лејна за нову спецификацију за складиште енергије.[34]

## Трка
Трка је почела у 15:00 часова 12. септембра. Данијел Рикардо је престигао Макса Верстапена на старту и преузео вођство у трци, док је Луис Хамилтон претекао Ланда Нориса на старту и заузео трећу позицију. Хамилтон је покушао да престигне Верстапена у кривини 4, али је гурнут широко, због чега је изгубио позиције од Верстапена и Нориса. Даље низ грид, Антонио Ђовинаци је сишао са стазе на скретању 5 и поново се вратио на стазу у путањи Карлоса Саинза, при чему су њих двојица имали контакт. Ђовинаци се окренуо и пресекао баријеру, изгубивши предње крило. Ђовинаци је добио казну од 5 секунди јер се вратио на небезбедан начин.
Рикардо је држао Верстапена иза себе 21 круг, све док се није прешао на тврде гуме у 22. кругу. Верстапен је ушао у бокс у следећем кругу, али је остао 11,1 секунду због проблема са предњом десном гумом. Док је Верстапен био у боксу, Хамилтон је претекао Нориса, што је навело Нориса у бокс. Норис је изашао из бокса испред Верстапена, а Хамилтон је прешао на средње гуме у следећем кругу. Хамилтоново заустављање је такође било споро, трајало је 4,2 секунде. Због тога је Норис успео да га претекне, а Хамилтон је завршио точак уз точак са Верстапеном на излазу из бокса и у кривини 1. Верстапен је био у равни са њим да би у кривини 2, одскочивши преко ивичњака имао контакт са Хамилтоновим левим задњим точком, лансирајући Верстапенов аутомобил у ваздух и изнад Хамилтоновог аутомобила. Оба возача нису повређена, али су била приморана да се повуку из трке. Ово је било Хамилтоново прво повлачење у 63 трке, а претходна је била Велика награда Аустрије 2018.
Судар је изазвао возило безбедности. Шарл Леклер и Џорџ Расел су искористили предност одласком у бокс током периода безбедносног аутомобила, што је резултирало тиме да су Леклер и Расел изашли из бокса на другом и деветом месту. Приликом поновног покретања након сигурносног аутомобила, Норис је претекао Леклера и попео се на друго место. Неколико кругова касније, Серхио Перез је покушао да престигне Леклера у кривини 4, али је скренуо са стазе. Перез је узео треће место од Леклера, али је добио казну од 5 секунди јер је напустио стазу и стекао предност. У 34. кругу, Валтери Ботас је претекао Леклера и заузео четврто место. Перез је задржао Ботаса до краја трке, али је после трке пао на пето место због казне.
Рикардо је завршио први, победивши у својој првој трци од Велике награде Монака 2018. и прву победу за Макларен откако је Џенсон Батон то урадио за тим на Великој награди Бразила 2012. Норис је завршио други, чиме је Макларен завршио један-два први пут од Велике награде Канаде 2010. када су Луис Хамилтон и Џенсон Батон возили за тим. Ботас је узео место на подијуму, завршивши трку на трећем месту. Оштећење предњег крила на Астон Мартину од Себастијана Фетела значило је да није могао да заврши више од дванаестог. Кубицино четрнаесто место омогућило му је да се пласира испред Никите Мазепина на двадесето место на табели шампионата возача.

### После трке
После трке, Верстапен и Хамилтон су позвани код судија у вези са инцидентом. Судије су закључили да је Верстапен превасходно крив и дали му казну од три места на старту за следећу трку у Сочију, као и два казнена поена на његовој супер лиценци. Хамилтон је рекао да је поносан на судије јер су били спремни да дају Верстапену казну за инцидент. Троструки светски шампион Формуле 1 сер Џеки Стјуарт критиковао је Верстапеново понашање после инцидента са Хамилтоном, рекавши да му је „требало дуже него што се очекивало да сазри”. ФИА је такође спровела безбедносну истрагу о несрећи Хамилтон-Верстапен након што је сматрала да је то „необичан инцидент“. У међувремену, победник трке Рикардо је изјавио да је то био први пут да је икада био презадовољан победом, посебно имајући у виду да га је у првој половини сезоне константно надмашио тимски колега Ландо Норис. Сам Норис је сматрао да је могао да сустигне Рикарда, али је одлучио да би било у најбољем интересу тима да то не учини, плашећи се да би тркање са његовим сувозачем могло да доведе до судара у стилу Хамилтон-Верстапен.

### Тркачка класификација
| Поз.                                                          | Бр. | Возач            | Конструктор  | Кругова | Време/Разлика     | Место | Поени |
| ------------------------------------------------------------- | --- | ---------------- | ------------ | ------- | ----------------- | ----- | ----- |
| 1                                                             | 3   | Данијел Рикардо  | Макларен     | 53      | 1:21:54,365       | 2     | 261   |
| 2                                                             | 4   | Ландо Норис      | Макларен     | 53      | +1,747            | 3     | 18    |
| 3                                                             | 77  | Валтери Ботас    | Мерцедес     | 53      | +4,921            | 19    | 15    |
| 4                                                             | 16  | Шарл Леклер      | Ферари       | 53      | +7,309            | 5     | 12    |
| 5                                                             | 11  | Серхио Перез     | Ред бул      | 53      | +8,7232           | 8     | 10    |
| 6                                                             | 55  | Карлос Саинз     | Ферари       | 53      | +10,535           | 6     | 8     |
| 7                                                             | 18  | Ланс Строл       | Астон Мартин | 53      | +15,804           | 9     | 6     |
| 8                                                             | 14  | Фернандо Алонсо  | Алпин        | 53      | +17,201           | 10    | 4     |
| 9                                                             | 63  | Џорџ Расел       | Вилијамс     | 53      | +19,742           | 14    | 2     |
| 10                                                            | 31  | Естебан Окон     | Алпин        | 53      | +20,868           | 12    | 1     |
| 11                                                            | 6   | Николас Латифи   | Вилијамс     | 53      | +23,743           | 13    |       |
| 12                                                            | 5   | Себастијан Фетел | Астон Мартин | 53      | +24,621           | 11    |       |
| 13                                                            | 99  | Антонио Ђовинаци | Алфа Ромео   | 53      | +27,216           | 7     |       |
| 14                                                            | 88  | Роберт Кубица    | Алфа Ромео   | 53      | +29,769           | 17    |       |
| 15                                                            | 47  | Мик Шумахер      | Хас          | 53      | +51,088           | 18    |       |
| Оду                                                           | 9   | Никита Мазепин   | Хас          | 41      | Погонска јединица | 16    |       |
| Оду                                                           | 44  | Луис Хамилтон    | Мерцедес     | 25      | Судар             | 4     |       |
| Оду                                                           | 33  | Макс Верстапен   | Ред бул      | 25      | Судар             | 1     |       |
| Оду                                                           | 10  | Пјер Гасли       | Алфа Таури   | 3       | Суспензија        | ПЛ    |       |
| ВНС                                                           | 22  | Јуки Цунода      | Алфа Таури   | 0       | Кочнице           | —3    |       |
| Најбржи круг: Данијел Рикардо (Макларен) – 1:24,812 (круг 53) |     |                  |              |         |                   |       |       |
| Извор:                                                        |     |                  |              |         |                   |       |       |

Напомене
- ^1  – Укључује један бод за најбржи круг.
- ^2  – Серхио Перез је завршио трећи, али је добио казну од пет секунди јер је напустио стазу и стекао предност.[43]
- ^3  – Јуки Цунода није почео трку. Његово место на старту је остало упражњено.[43]

## Поредак шампионата после трке
|           | Поз. | Возач          | Поени |
| --------- | ---- | -------------- | ----- |
| Unchanged | 1    | Макс Верстапен | 226,5 |
| Unchanged | 2    | Луис Хамилтон  | 221,5 |
| Unchanged | 3    | Валтери Ботас  | 141   |
| Unchanged | 4    | Ландо Норис    | 132   |
| Unchanged | 5    | Серхио Перез   | 118   |

|           | Поз. | Конструктор | Поени |
| --------- | ---- | ----------- | ----- |
| Unchanged | 1    | Мерцедес    | 362,5 |
| Unchanged | 2    | Ред Бул     | 344,5 |
| 1         | 3    | Макларен    | 215   |
| 1         | 4    | Ферари      | 201,5 |
| Unchanged | 5    | Алпин       | 95    |

- Напомена: Укључено је само првих пет позиција за оба поретка.

## Напомена
1. ↑  Првобитно је планирано да се у сезони 2021. возе 23 трке,[1] али су, због пандемије ковида 19, неке трке отказане, друге додате у календар и вожене су 22 трке.[2][3]